# 塔爾巴哈台區 (俄羅斯)

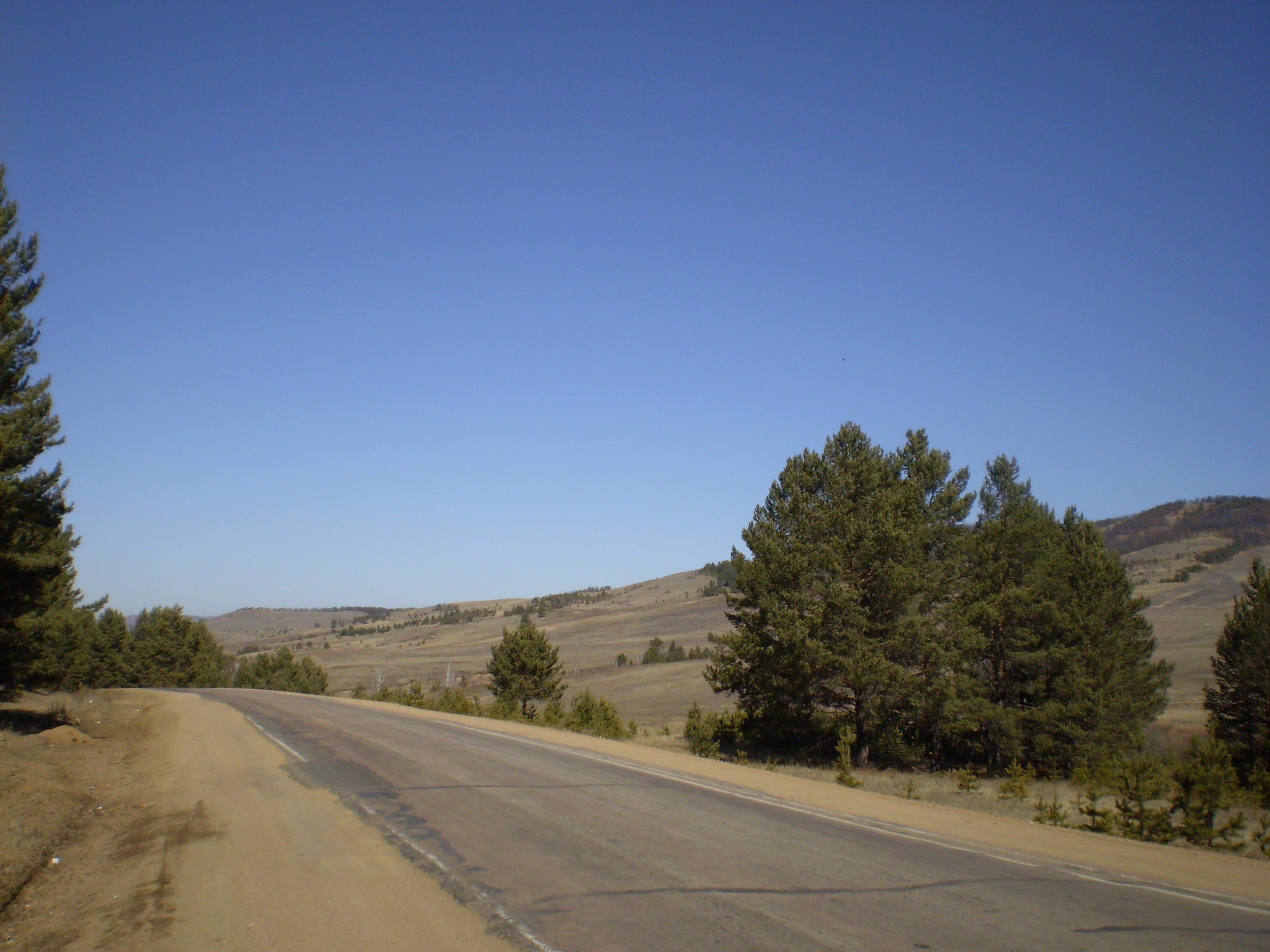

51°25′26″N 107°33′07″E / 51.424°N 107.552°E
塔爾巴哈台區（俄语：Тарбагатайский район），是俄羅斯的一個區，位於該國南部，由布里亞特共和國負責管轄，始建於1933年10月1日，面積3,304平方公里，2010年人口16,476，人口密度每平方公里4.99人。